# Uhde GmbH

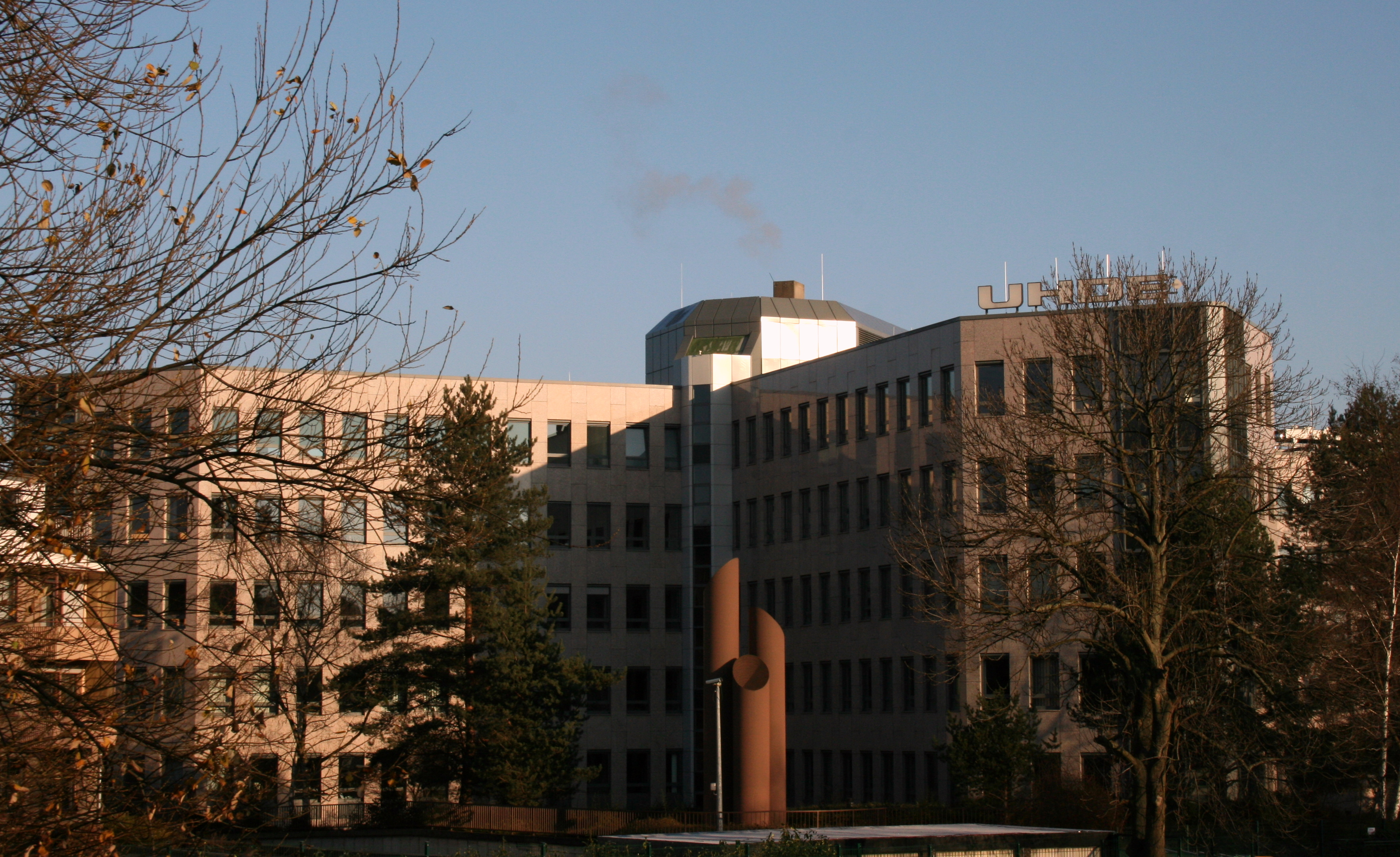
Bureau-chef de Uhde GmbH à Dortmund, Allemagne.

Uhde GmbH est une société d'ingénierie allemande spécialisée en chimie industrielle. Elle a été fondée par Friedrich Uhde en 1921 et, à la suite de sa fusion avec une division de Krupp en 1997, elle s'appelle désormais Kruppe Uhde.